# Ligne d'Arendal
La ligne d'Arendal (ou Arendalbanen en norvégien) est une ligne ferroviaire norvégienne reliant Nelaug à Arendal. elle constitue une branche de la ligne du Sørland. Toute la ligne se situe dans le comté d'Agder.

## Histoire
La ligne a été électrifiée en 1995. c'est la NSB qui gère le trafic. La ligne est principalement utilisée par les passagers entre Arendal et Oslo qui doivent changer de train à Nelaug. La gare de Nelaug est un lieu de correspondances pour Kristiansand, Stavanger et Oslo. La ligne d'Arendal est, depuis les années 1970,  constamment menacée de fermeture.

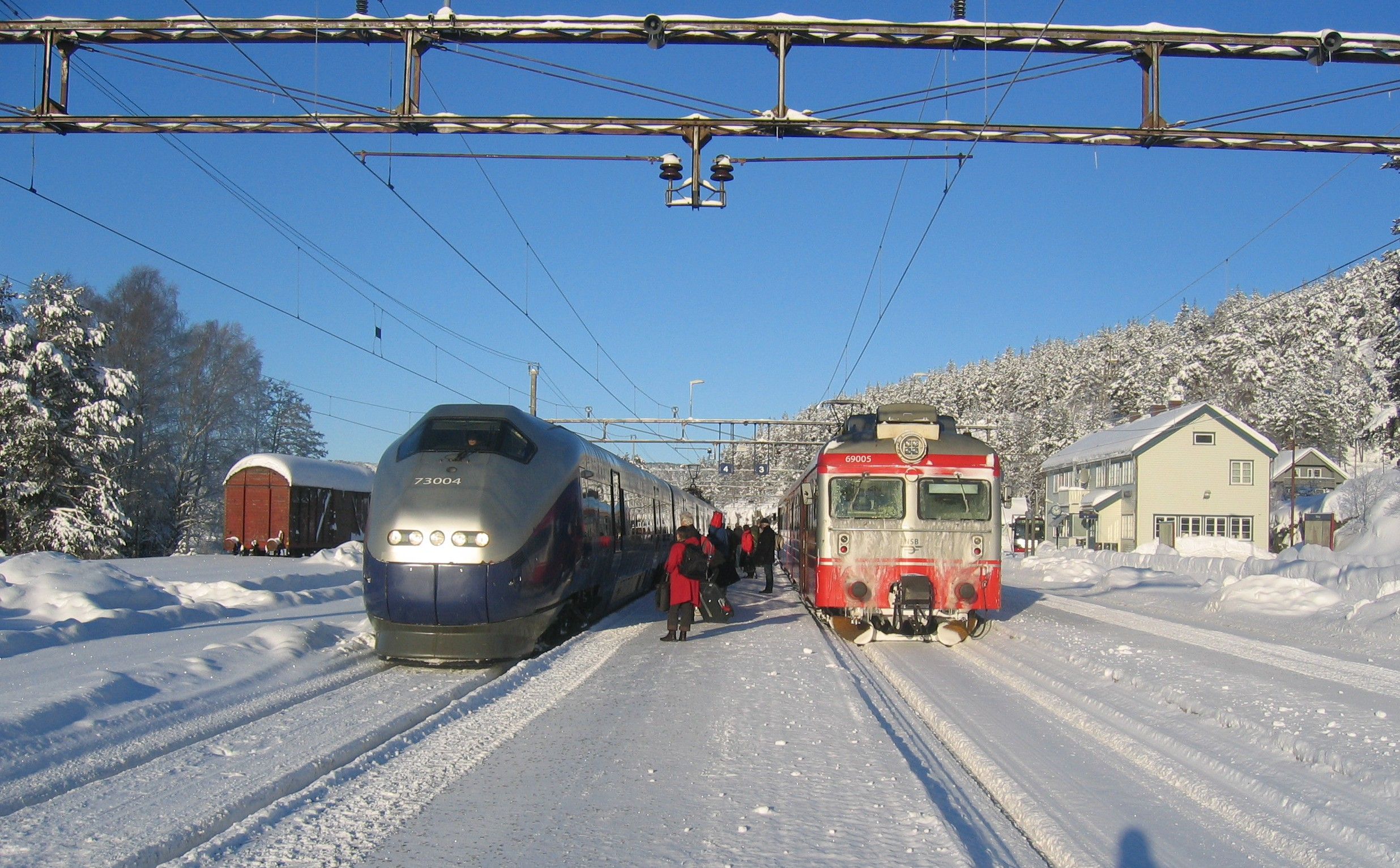
Nelaug en hiver 2009.

## Gares desservies
- Nelaug
- Flaten
- Bøylestad
- Froland
- Blakstad
- Rise
- Bråstad
- Stoa
- Arendal